# Nuraminis
Nuraminis (en sard, Nuràminis) és un municipi italià, dins de la província de Sardenya del Sud. L'any 2007 tenia 2.822 habitants. Es troba a la regió de Campidano di Cagliari. Limita amb els municipis de Monastir, Samatzai, Serramanna (VS), Serrenti (VS), Ussana i Villasor.

## Administració
| Període | Identitat      | Partit        |
| ------- | -------------- | ------------- |
| 2005-   | Luciano Cappai | Llista cívica |